# Галина Банковска
Галина Димитрова Банковска е български политик от ГЕРБ, народен представител от парламентарната група на ГЕРБ в XLI народно събрание.

## Биография
Галина Банковска е родена на 5 юни 1956 в град Генерал Тошево, България. Завършила е специалност „Българска филология“ във ВТУ „Св. св. Кирил и Методий“.
На парламентарните избори през 2009 година е избрана за народен представител от листата на ГЕРБ.

### Парламентарна дейност
- XLI народно събрание – член (от 14 юли 2009)
- Парламентарна група на ПП ГЕРБ – член (от 14 юли 2009)
- Комисия по образованието, науката и въпросите на децата, младежта и спорта – зам.-председател (29 юли 2009 – 8 декември 2010)
- Комисия по образованието, науката и въпросите на децата, младежта и спорта – зам.-председател (от 12 януари 2011)
- Група за приятелство България – Великобритания – член (от 23 октомври 2009)
- Група за приятелство България – Израел – зам.-председател (от 23 октомври 2009)
- Група за приятелство България – Италия – член (от 23 октомври 2009)
- Група за приятелство България – Русия – член (от 23 октомври 2009)
- Група за приятелство България – Япония – член (от 23 октомври 2009)

#### Внесени законопроекти
- Законопроект за изменение и допълнение на Закона за висшето образование
- Законопроект за изменение и допълнение на Закона за семейни помощи за деца
- Законопроект за изменение и допълнение на Закона за съдебната власт
- Законопроект за изменение и допълнение на Закона за устройството на държавния бюджет
- Законопроект за изменение и допълнение на Закона за физическото възпитание и спорта
- Законопроект за изменение и допълнение на Конституцията на Република България
- Законопроект за изменение и допълнение на Наказателно-процесуалния кодекс